# Haliaeetus
Haliaeetus és un gènere d'ocells rapinyaires de la família dels accipítrids (Accipitridae). Habiten grans masses d'aigua, tant dolça com salada, a gran part del món. L'única espècie que es presenta a Europa (i no pas als Països Catalans) és l'àguila marina o pigarg, noms comuns que es fan extensius a la resta de les espècies del gènere, i també al proper gènere Ichthyophaga.
Són aus grans, que poden variar entre els 2-2,7 kg del pigarg de Sanford fins als 9 kg del pigarg gegant. Solen tindre zones blanques amb fort contrast amb altres negres o molt fosques.

## Taxonomia
Segons la Classificació del Congrés Ornitològic Internacional (versió 12.2, juliol 2022) aquest gènere està format per deu espècies:
- Pigarg ventreblanc (Haliaeetus leucogaster).
- Pigarg de les Salomó (Haliaeetus sanfordi).
- Pigarg africà (Haliaeetus vocifer).
- Pigarg de Madagascar (Haliaeetus vociferoides).
- Pigarg de Pallas (Haliaeetus leucoryphus).
- Pigarg cuablanc (Haliaeetus albicilla).
- Pigarg americà (Haliaeetus leucocephalus).
- Pigarg de Steller (Haliaeetus pelagicus).
- Pigarg petit (Haliaeetus humilis).
- Pigarg capgrís (Haliaeetus ichthyaetus).